# گردن، فرانسه
 ( I nic nie rozumiem. )
گردن، فرانسه (به فرانسوی: Gardanne) یک کامین در فرانسه است که در Canton of Gardanne واقع شده‌است.

## خصوصیات
گردن ۲۷٫۰۲ کیلومترمربع مساحت و ۲۱٬۱۲۱ نفر جمعیت دارد و ۲۰۵ متر بالاتر از سطح دریا واقع شده‌است.

## نگارخانه

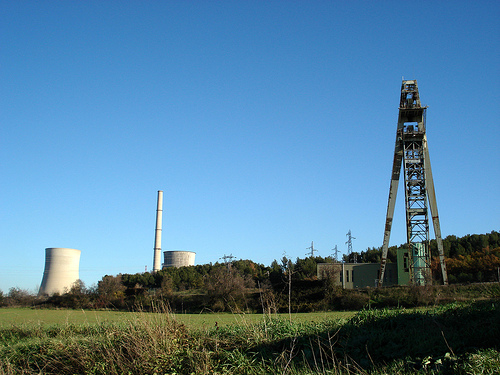